# Adaline Shepherd
Adaline Shepherd était une pianiste et compositrice américaine de musique ragtime. Née en 1883 dans l'Iowa, elle fit publier trois rags et une marche entre 1906 et 1917. Elle est morte le 19 août 1950 à Milwaukee, à l'âge de 66 ans.

## Liste des compositions
1906
- Pickles and Peppers (A Rag Oddity) - March and Two Step

1909
- Wireless Rag

1910
- Live Wires Rag

1917
- Victory - March